# Iván Silva
Ivan Silva y Alberola (Barcelona, 12 de junio de 1982) es un piloto español de motociclismo. Ha corrido para Ducati como piloto de pruebas en el Campeonato Mundial de Motociclismo en categoría MotoGP y compite también en categoría Extreme en el Campeonato de España de Velocidad, dentro del equipo de Luis D'Antin. .

## Trayectoria
Iván Silva ganó el Campeonato de España en la categoría de Supersport del año 2003. Más tarde, hizo apariciones ocasionales como piloto sustituto en carreras de MotoGP. Después de correr en ella el 2005, corrió a Donington Park y Brno en 2006 con el equipo D'Antin, dado que su piloto habitual, Alex Hofmann, pasó al equipo oficial de Ducati como compañero de Sete Gibernau.
A pesar de haberse propuesto ser oficial de cara al 2007, permaneció como piloto probador. Compitió, pero, otra vez para el equipo en Brno sustituyendo un lesionado Hofmann. Su actuación no estuvo a la altura de las expectativas (acabó el último a los entrenamientos y la calificación, mientras Casey Stoner ocupaba la pole position con la misma moto).
En 2006 compitió también en la ronda del Campeonato del Mundo de Superbikes de Catar con el equipo La GLISSE, terminando séptimo en la carrera que completó.
En 2011 vuelve a ser campeón de España en la categoría de Stock Extreme y campeón europeo en Superstock con una Kawasaki.

## Palmarés
- 2003 Campeón de España de Supersport 600.
- 2011 Campeón de Europa de Superstock 1000.
- 2011 Campeón de España de Stock Extreme.

## Resultados

### Campeonato del Mundo de Motociclismo
Sistema de puntuación de 1993 hasta 2022:
| Posición | 1.º | 2.º | 3.º | 4.º | 5.º | 6.º | 7.º | 8.º | 9.º | 10.º | 11.º | 12.º | 13.º | 14.º | 15.º |
| Puntos   | 25  | 20  | 16  | 13  | 11  | 10  | 9   | 8   | 7   | 6    | 5    | 4    | 3    | 2    | 1    |

#### Por temporada
| Temporada | Categoría | Moto               | Equipo              | Dorsal | Carreras | Victorias | Podios | Poles | Vueltas Rápidas | Puntos | Posición |
| --------- | --------- | ------------------ | ------------------- | ------ | -------- | --------- | ------ | ----- | --------------- | ------ | -------- |
| 1998      | 250cc     | Honda NSR250       | Team Chupa Chups    | 93     | 1        | 0         | 0      | 0     | 0               | 0      | NC       |
| 1999      | 250cc     | Honda NSR250       | Team Motorola       | 70     | 1        | 0         | 0      | 0     | 0               | 0      | NC       |
| 2001      | 250cc     | Honda NSR250       | By Queroseno Racing | 26     | 1        | 0         | 0      | 0     | 0               | 0      | NC       |
| 2004      | 250cc     | Aprilia RSW250     | Grefusa-Aspar Team  | 22     | 1        | 0         | 0      | 0     | 0               | 0      | NC       |
| 2006      | MotoGP    | Ducati Desmosedici | Pramac-D'Antin      | 22     | 3        | 0         | 0      | 0     | 0               | 0      | NC       |
| 2007      | MotoGP    | Ducati Desmosedici | Pramac-D'Antin      | 22     | 1        | 0         | 0      | 0     | 0               | 0      | NC       |
| 2012      | MotoGP    | BQR-FTR            | Avintia Blusens     | 22     | 16       | 0         | 0      | 0     | 0               | 12     | 23.º     |
| 2012      | MotoGP    | BQR                | Avintia Blusens     | 22     | 16       | 0         | 0      | 0     | 0               | 12     | 23.º     |
| 2013      | MotoGP    | FTR                | Avintia Blusens     | 22     | 1        | 0         | 0      | 0     | 0               | 0      | NC       |
| Total     |           |                    |                     |        | 25       | 0         | 0      | 0     | 0               | 12     |          |

#### Por categoría
| Categoría | Temporadas            | Primer GP           | Primer Podio | Primera victoria | Carreras | Victorias | Podios | Pole | V.Rápidas | Puntos | Mundiales |
| --------- | --------------------- | ------------------- | ------------ | ---------------- | -------- | --------- | ------ | ---- | --------- | ------ | --------- |
| 250cc     | 1998-1999, 2001, 2004 | GP Cataluña de 1998 |              |                  | 4        | 0         | 0      | 0    | 0         | 0      | 0         |
| MotoGP    | 2006–2007, 2012–2013  | GP Assen de 2006    |              |                  | 21       | 0         | 0      | 0    | 0         | 12     | 0         |

#### Carreras por año
(Carreras en negrita indica pole position, carreras en cursiva indica vuelta rápida)
| Año  | Cat.   | Moto           | 1      | 2       | 3       | 4      | 5      | 6       | 7      | 8      | 9       | 10     | 11     | 12      | 13  | 14  | 15      | 16      | 17     | 18      | Pts. | Pos. |
| ---- | ------ | -------------- | ------ | ------- | ------- | ------ | ------ | ------- | ------ | ------ | ------- | ------ | ------ | ------- | --- | --- | ------- | ------- | ------ | ------- | ---- | ---- |
| 1998 | 250cc  | Honda NSR250   | JAP    | MAL     | ESP     | ITA    | FRA    | MAD     | NED    | GBR    | ALE     | CZE    | IMO    | CAT Ret | AUS | ARG |         |         |        |         | 0    | NC   |
| 1999 | 250cc  | Honda NSR250   | MAL    | JAP     | ESP     | FRA    | ITA    | CAT Ret | NED    | GBR    | ALE     | CZE    | IMO    | VAL     | AUS | RSA | RIO     | ARG     |        |         | 0    | NC   |
| 2001 | 250cc  | Honda NSR250   | JAP    | RSA DSQ | ESP     | FRA    | ITA    | CAT     | NED    | GBR    | ALE     | CZE    | POR    | VAL     | PAC | AUS | MAL     | RIO     |        |         | 0    | NC   |
| 2004 | 250cc  | Aprilia RSW250 | RSA    | ESP     | FRA     | ITA    | CAT    | NED 22  | RIO    | ALE    | GBR     | CZE    | POR    | JAP     | QAT | MAL | AUS     | VAL     |        |         | 0    | NC   |
| 2006 | MotoGP | Ducati GP5     | ESP    | QAT     | TUR     | CHN    | FRA    | ITA     | CAT    | NED 16 | GBR Ret | ALE    | USA    | CZE 18  | MAL | AUS | JAP     | POR     | VAL    |         | 0    | NC   |
| 2007 | MotoGP | Ducati GP6     | QAT    | ESP     | TUR     | CHN    | FRA    | ITA     | CAT    | GBR    | NED     | ALE    | USA    | CZE 16  | RSM | POR | JAP     | AUS     | MAL    | VAL     | 0    | NC   |
| 2012 | MotoGP | BQR-FTR        | QAT 16 |         |         |        |        |         |        |        |         |        |        |         |     |     |         |         |        |         | 12   | 23.º |
| 2012 | MotoGP | BQR            |        | ESP 15  | POR Ret | FRA 18 | CAT 20 | GBR 18  | NED 12 | ALE 18 | ITA 16  | USA 14 | IND 12 | CZE Ret | RSM | ARA | JAP Ret | MAL Ret | AUS 15 | VAL Ret | 12   | 23.º |
| 2013 | MotoGP | FTR            | QAT    | AME     | ESP     | FRA    | ITA    | CAT     | NED 23 | ALE    | USA     | IND    | CZE    | GBR     | RSM | ARA | MAL     | AUS     | JAP    | VAL     | 0    | NC   |

### Campeonato Mundial de Supersport

#### Carreras por año
| Año  | Equipo           | Moto           | Dorsal | 1   | 2   | 3   | 4   | 5   | 6   | 7   | 8       | 9   | 10      | 11  | 12  | 13     | Pts. | Pos. |
| ---- | ---------------- | -------------- | ------ | --- | --- | --- | --- | --- | --- | --- | ------- | --- | ------- | --- | --- | ------ | ---- | ---- |
| 2004 | IRT Honda Israel | Honda CBR600RR | 91     | ESP | AUS | SMR | ITA | ALE | GBR | BHA | NED Ret | IMO | FRA Ret |     |     |        | 0    | NC   |
| 2008 | Yamaha Spain     | Yamaha YZF-R6  | 122    | QAT | AUS | ESP | NED | ITA | ALE | SMR | CZE     | GBR | EUR     | ITA | FRA | POR 18 | 0    | NC   |

### Campeonato Mundial de Superbikes

#### Carreras por año
(Carreras en negrita indica pole position, carreras en cursiva indica vuelta rápida)
| Año  | Moto            | Dorsal | 1     | 1       | 2   | 2   | 3      | 3       | 4   | 4   | 5   | 5   | 6   | 6   | 7   | 7   | 8   | 8   | 9   | 9   | 10  | 10  | 11      | 11    | 12  | 12  | 13     | 13     | 14  | 14  | Pts. | Pos. |
| Año  | Moto            | Dorsal | R1    | R2      | R1  | R2  | R1     | R2      | R1  | R2  | R1  | R2  | R1  | R2  | R1  | R2  | R1  | R2  | R1  | R2  | R1  | R2  | R1      | R2    | R1  | R2  | R1     | R2     | R1  | R2  | Pts. | Pos. |
| ---- | --------------- | ------ | ----- | ------- | --- | --- | ------ | ------- | --- | --- | --- | --- | --- | --- | --- | --- | --- | --- | --- | --- | --- | --- | ------- | ----- | --- | --- | ------ | ------ | --- | --- | ---- | ---- |
| 2005 | Yamaha YZF-R1   | 22     | QAT 7 | QAT Ret | AUS | AUS | ESP 15 | ESP Ret | ITA | ITA | EUR | EUR | SMR | SMR | CZE | CZE | GBR | GBR | NED | NED | ALE | ALE | IMO Ret | IMO C | FRA | FRA |        |        |     |     | 10   | 26.º |
| 2008 | Honda CBR1000RR | 69     | QAT   | QAT     | AUS | AUS | ESP    | ESP     | NED | NED | ITA | ITA | USA | USA | ALE | ALE | SMR | SMR | CZE | CZE | GBR | GBR | EUR     | EUR   | ITA | ITA | FRA 20 | FRA 21 | POR | POR | 0    | NC   |